# Allegoriskt angrepp
Allegoriskt angrepp är en typ av debattangrepp där en angripare kan insinuera saker genom att berätta en allegori med baktanken att den (allegorin) skall förknippas med den angripne. 
För att ett allegoriskt angrepp skall nå sin, av angriparen avsedda, fulla potential krävs ofta att den angripne själv (mer eller mindre omedvetet) genomför tolkningen (åt angriparen) och därigenom fyller i det underliggande anstötliga innehållet, d.v.s. till synes bekräftar det klandervärda som angriparen i lönndom medvetet antytt. Detta öppnar för vidare angrepp från angriparen, som dessutom kan spela oskyldig.
Exempel
-Ditt hem får mig att tänka på hur kråkan norpar silverföremål till sitt bo.
-Jag har inte stulit mitt silver!
-Jaså, du menar att du kan ha stulit ditt bordssilver? Jag menade endast att kråkbon ofta är silverprydda.
-Mitt hem är inte ett kråkbo!
-Det har jag aldrig sagt.
Försvarsstrategier för angripna
För att försvara sig mot ett allegoriskt angrepp behöver man till att börja med inse att det rör sig om ett sådant. Enklast genom att först läsa in sig på termen i fråga (allegori). 
Har man väl har identifierat ett allegoriskt angrepp faller sig bemötandet naturligt och kräver inte särskilt mycket mer retorisk möda. Enklast är naturligtvis att helt avstå från att inlåta sig i en argumentation som utgår från ett allegoriskt angrepp, förslagsvis med hänvisning till att det rör sig om just ett sådant, vilket väl också ur ett sakligt och strikt logiskt syftande perspektiv i en argumentation får anses som det mest effektiva och förnuftiga. 
Tekniken allt dra nytta av situationen genom att vända på angreppet - t.ex. genom att (retoriskt) fråga vad det var som fick angriparen att göra den associationen (som i exemplet ovan med kråkan som norpar silverföremål) och, i förlängningen av det, fråga sig om det kanske inte säger mer om angriparen än om den angripne själv, kan tyckas lockande och ge snabba retoriska poäng (och är därför inte sällan förekommande i debatter av olika slag) men med en sådan strategi riskerar man att själv göra skyldig till en liknande bedräglig argumentation, i det här fallet en kombination av en retorisk fråga och ett slags argumentum ad hominem. 
Det för den sakliga debattens bästa, lika mycket på kort som på lång sikt, i en konstruktivt syftande argumentation synes alltså vara att undvika de (möjligen lockande) argumentatoriska blindskären (de bedrägliga argumenten) och hålla retoriken till sakfrågorna, vilket väl också torde gynna den slutsats, syntes eller effekt debatten från början hade för avsikt att åstadkomma. 